# Castello Cantacuzino
Il Castello Cantacuzino (in romeno: Castelul Cantacuzino) è una storica residenza situata a Bușteni in Romania.

## Storia
L'edificio, ultimato nel 1911, venne eretto secondo il progetto dell'architetto Grigore Cherchez su commissione del principe Gheorghe Grigore Cantacuzino.
Il castello ha fatto da sfondo per le riprese della serie televisiva del 2022 Mercoledì.

## Descrizione
Il castello è circondato da un parco in cui trova spazio una chiesa in legno.

## Galleria d'immagini

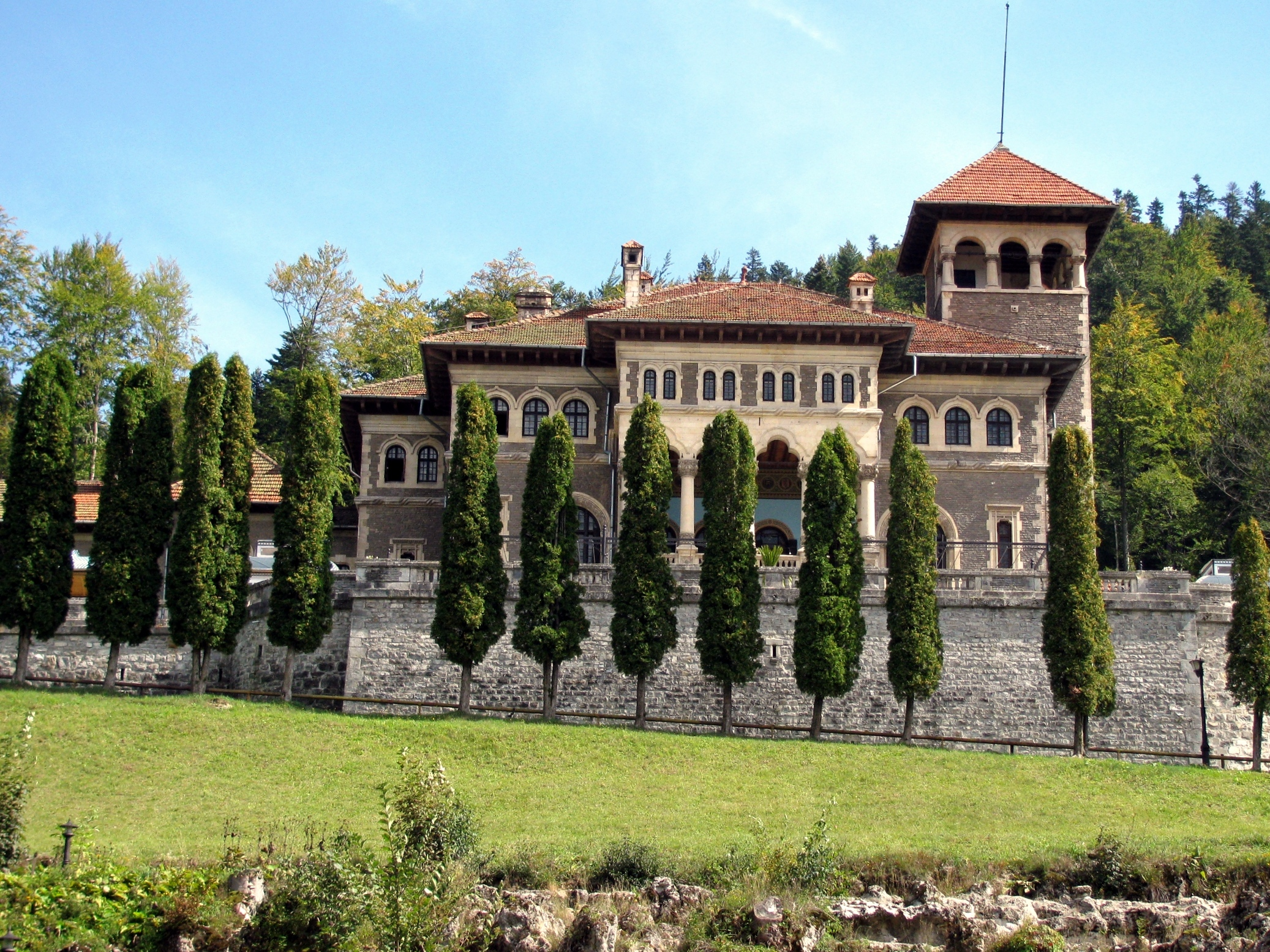
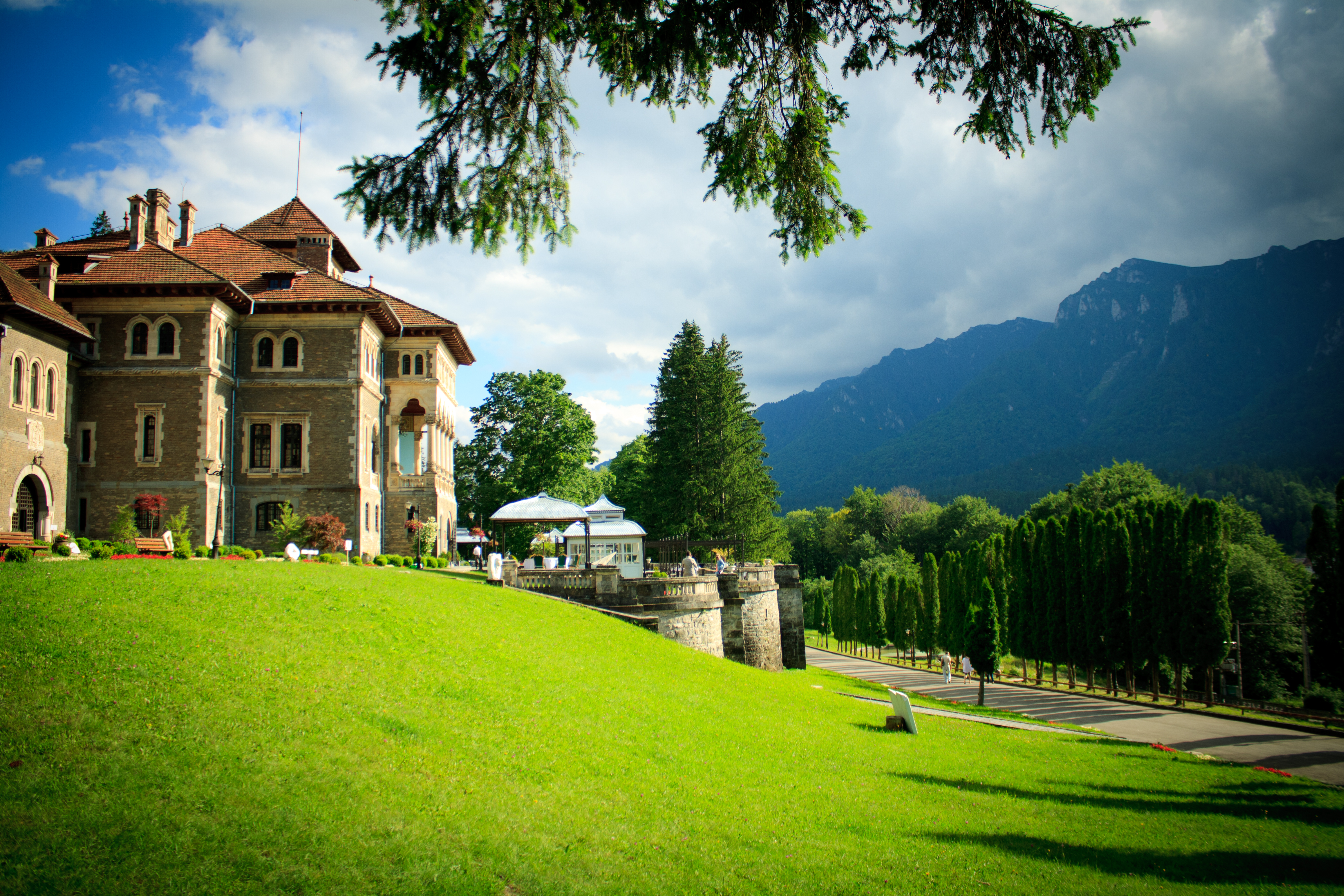
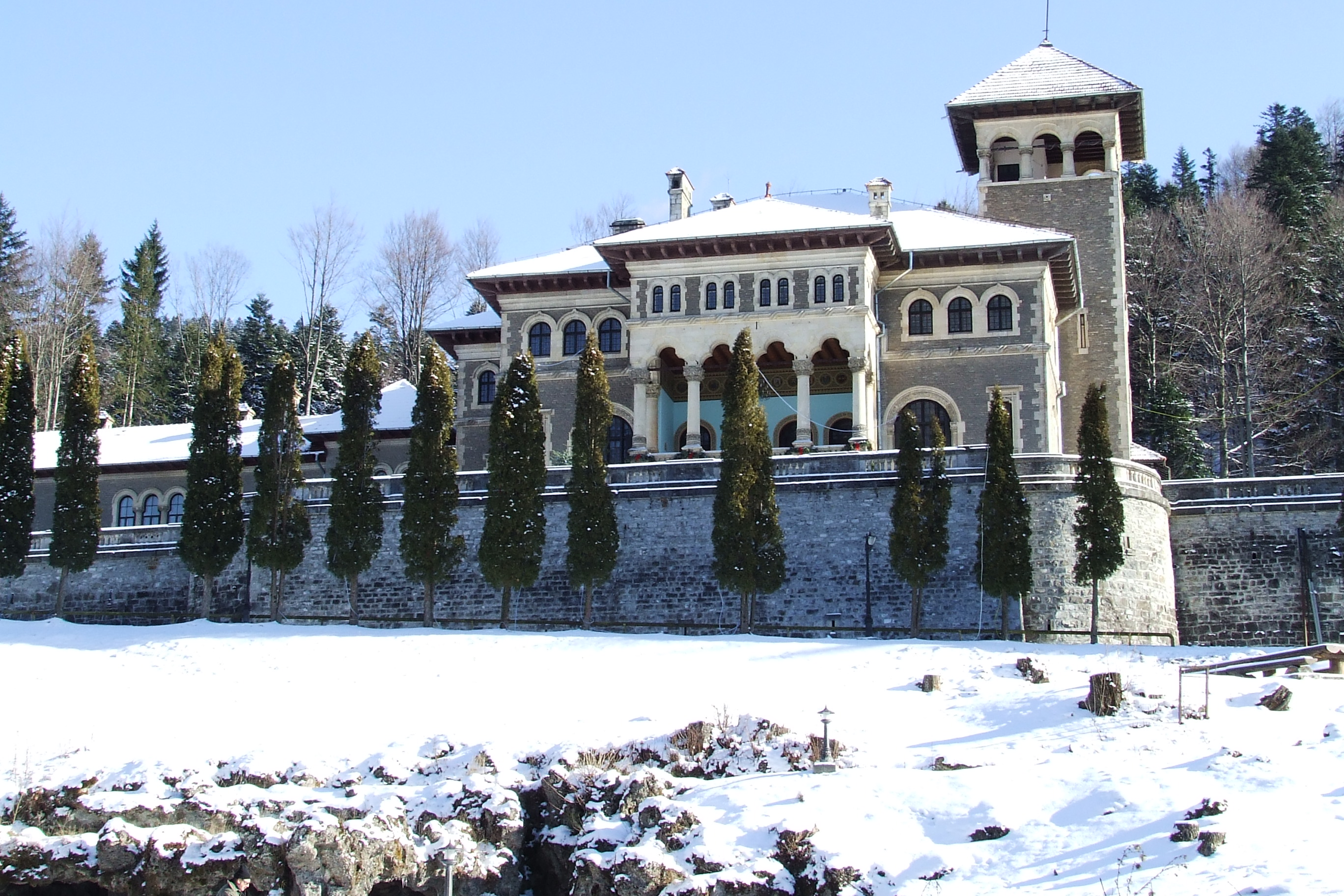